# Marianna Sastin
Marianna Sastin (* 10. Juli 1983 in Mosonmagyaróvár) ist eine ungarische Ringerin. Sie wurde 2005 Vize-Weltmeisterin und 2007 Vize-Europameisterin in der Gewichtsklasse bis 59 kg Körpergewicht.

## Werdegang
Marianna Sastin begann als Jugendliche beim SC Delta Mosonmagyaróvár mit dem Ringen. Die junge Athletin erreichte noch im Juniorenalter die ungarische Spitzenklasse und wechselte deshalb zu Vasas SC  Budapest und wenig später zu Csepel SC Budapest. Trainiert wurde bzw. wird sie von Zoltan Gulyas, Zsolt Bankuti und Akos Wöller. Sie ist Studentin. Am 1. Mai 2011 heiratete sie ihren Trainer Akos Wöller, der als Ringer in der deutschen Bundesliga beim SV Siegfried Hallbergmoos und beim AV Germania 06 Markneukirchen aktiv war.
Ihre internationale Ringerkarriere begann bei der Junioren-Europameisterschaft 1999 in Budapest, wo sie in der Altersgruppe „Juniors“ in der Gewichtsklasse bis 50 kg KG den 6. Platz belegte. Im Jahre 2000 belegte sie bei der Junioren-Europameisterschaft der Altersgruppe „Cadets“ in Bratislava in der Gewichtsklasse bis 56 kg KG hinter der Russin Julia Bartnowskaja den 2. Platz. Das war das beste Ergebnis, das sie als Juniorenringerin erzielte.
Ihr Debüt bei den Erwachsenen gab sie bei der Europameisterschaft 2001 in Budapest. Sie verlor dort aber in der Gewichtsklasse bis 56 kg KG gegen Konstantina Katerina Tsibanakou aus Griechenland und gegen Christina Oertli aus Deutschland und belegte den 12. Platz. Sehr gut schnitt sie bei der Weltmeisterschaft 2003 in New York City ab, denn sie verpasste dort mit einem 4. Platz nur knapp die Medaillenränge. Ihren größten Erfolg feierte sie dann bei der Weltmeisterschaft 2005, die wieder in Budapest stattfand. Mit Siegen über Stephanie Meierhofer aus Österreich, Anna Swirydowska aus Polen und Sally Roberts aus den Vereinigten Staaten und einer Niederlage im Finale gegen Ayako Shōda aus Japan wurde sie dort Vize-Weltmeisterin.
Auch bei der Weltmeisterschaft in Guangzhou lieferte Marianna Sastin gute Kämpfe und gewann in der Gewichtsklasse bis 59 kg KG gegen Johanna Mattsson aus Schweden, Jacqueline Renteria aus Kolumbien und Stefanie Stüber aus Deutschland. Nach Niederlagen gegen Su Lihui aus China und Natalja Shimishin aus der Ukraine verpasste sie aber mit dem 5. Platz die Medaillenplätze. Eine Medaille gewann sie dann wieder bei der Europameisterschaft 2007 in Sofia. Sie verlor dort lediglich im Endkampf gegen Ida-Theres Nerell aus Schweden und wurde damit Vize-Europameisterin. Bei der Weltmeisterschaft 2007 in Baku kam sie nur zu einem Sieg und landete nach Niederlagen gegen Elena Schaligina aus Kasachstan und Helena Allandi aus Schweden nur auf dem 13. Platz.
Im Jahre 2008 konnte sich Marianna Sastin für die Teilnahme an den Ringerwettbewerben bei den Olympischen Spielen in Peking qualifizieren. In Peking unterlag sie allerdings in der Gewichtsklasse bis 63 kg KG schon in ihrem ersten Kampf gegen Martine Dugrenier aus Kanada. Da diese das Finale nicht erreichte, schied sie aus und kam nur auf den 15. Platz.
2009 gewann sie dann bei der Weltmeisterschaft in Herning/Dänemark in der Gewichtsklasse bis 59 kg KG mit dem 3. Platz wieder eine Medaille. Nach einer Niederlage im Halbfinale gegen Julia Radkewitsch aus Aserbaidschan holte sie sich die Bronzemedaille mit einem Sieg über Deanna Rix aus den Vereinigten Staaten. Eine weitere Medaille gewann sie bei der Europameisterschaft 2010 in Baku, nämlich eine bronzene. Auf dem Weg zu dieser Medaille besiegte sie u. a. auch Yvonne Englich-Hees aus Deutschland. Mit einem 5. Platz bei der Weltmeisterschaft 2010 in Moskau und einem weiteren 5. Platz bei der Europameisterschaft 2011 in Dortmund schnitt sie auch bei den zwei letzten internationalen Meisterschaften ganz hervorragend ab, wenngleich sie dabei jeweils knapp eine Medaille verpasste.
Bei den Olympischen Spielen 2012 in London verlor Marianna Sastin ihren ersten Kampf gegen die Europameisterin Julija Ostaptschuk aus der Ukraine. Da diese Ringerin aber nicht das Finale erreichte, schied sie aus und belegte den 11. Platz.

## Internationale Erfolge
| Jahr | Platz | Wettbewerb                                | Gewichtskl. | Ergebnis |
| 1999 | 6.    | Junioren-EM (Juniors) in Budapest         | bis 50 kg   | Siegerin: Natalja Smirnowa, Russland vor Francine De Paola, Italien |
| 1999 | 11.   | Junioren-WM (Cadets) in Lodz              | bis 52 kg   | Siegerin: Ida-Theres Nerell (Ida-Theres Karlsson), Schweden vor Agnieszka Lis, Polen |
| 2000 | 2.    | Junioren-EM (Cadets) in Bratislava        | bis 56 kg   | hinter Juli Bartnowskaja, Russland, vor Sylwia Starzec, Polen |
| 2001 | 12.   | EM in Budapest                            | bis 56 kg   | nach Niederlagen gegen Konstantina Katerina Tsibanakou, Griechenland und Christina Oertli, Deutschland                                                                                                |
| 2001 | 10.   | Junioren-WM (Juniors) in Martigny/Schweiz | bis 58 kg   | Siegerin: Saori Yoshida, Japan vor Ljubow Michailowna Wolossowa, Russland |
| 2003 | 10.   | Junioren-WM (Juniors) in Istanbul         | bis 59 kg   | Siegerin: Maria Smoljakowa, Russland vor Jiao Yuanyuan, China u. Julia Weiß, Deutschland |
| 2003 | 4.    | WM in New York City                       | bis 59 kg   | nach einem Sieg über Helena Allandi, Schweden und Niederlagen gegen Ludmilla Somkina, Belarus, Seiko Yamamoto, Japan u. Sally Roberts, USA                                                            |
| 2004 | 6.    | Austrian-Lady-Open in Götzis              | bis 59 kg   | Siegerin: Helena Allandi vor Sabrina Esposito, Italien |
| 2005 | 7.    | EM in Warna                               | bis 59 kg   | nach einem Sieg über Christiane Knittel, Deutschland u. Niederlagen gegen Ida-Theres Nerell u. Diletta Giampiccolo, Italien                                                                           |
| 2005 | 9.    | Austrian-Lady-Open in Götzis              | bis 59 kg   | Siegerin: Gudrun Annette Høie, Norwegen vor Emily Richardson, Kanada |
| 2005 | 2.    | WM in Budapest                            | bis 59 kg   | nach Siegen über Stephanie Meierhofer, Österreich, Anna Swirydowska, Polen u. Sally Roberts u. einer Niederlage gegen Ayako Shōda, Japan                                                              |
| 2006 | 3.    | EM in Moskau                              | bis 59 kg   | nach einer Niederlage gegen Stefanie Stüber, Deutschland u. Siegen über Anna Swirydowska u. Sebastiana Jimenez Valderrama, Spanien                                                                    |
| 2006 | 1.    | Austrian-Lady-Open in Götzis              | bis 59 kg   | vor Christiane Knittel u. Jasmine Barker, Kanada |
| 2006 | 5.    | WM in Guangzhou                           | bis 59 kg   | nach Siegen über Johanna Mattsson, Schweden, Jacqueline Renteria, Kolumbien u. Stefanie Stüber u. Niederlagen gegen Su Lihui, China u. Natalja Shimishin, Ukraine                                     |
| 2007 | 2.    | EM in Sofia                               | bis 59 kg   | nach Siegen über Anna Swirydowska u. Ana-Maria Miu, Rumänien u. einer Niederlage gegen Ida-Theres Nerell                                                                                              |
| 2007 | 2.    | Austrian-Lady-Open in Götzis              | bis 63 kg   | hinter Jing Rui Xue, China, vor Chen Meng, China, Lise Legrand, Frankreich u. Stéphanie Groß, Deutschland                                                                                             |
| 2007 | 13.   | WM in Baku                                | bis 63 kg   | nach Sieg über Marwa Amri, Tunesien u. Niederlagen gegen Elena Schaligina, Kasachstan u. Helena Allandi                                                                                               |
| 2008 | 8.    | Klippan-Lady-Open                         | bis 63 kg   | Siegerin: Monika Ewa Michalik, Polen vor Elena Pirozhkova, USA |
| 2008 | 3.    | EM in Tampere                             | bis 63 kg   | nach Siegen über Teresa Mendez, Spanien u. Nikola Hartmann-Dünser, Österreich, einer Niederlage gegen Olga Chilko, Belarus u. einem Sieg über Olesja Samula, Aserbaidschan                            |
| 2008 | 3.    | Olympia-Qualifik.-Turnier in Edmonton     | bis 63 kg   | hinter Olga Chilko u. Teresa Mendez |
| 2008 | 2.    | Olympia-Qualifik.-Turnier in Haparanda    | bis 63 kg   | hinter Elena Wasewa, Bulgarien, vor Agnes Papavasileiou, Griechenland u. Sandra Roa, Kolumbien |
| 2008 | 15.   | OS in Peking                              | bis 63 kg   | nach einer Niederlage gegen Martine Dugrenier, Kanada |
| 2008 | 9.    | WM in Tokio                               | bis 63 kg   | nach einem Sieg über Birgit Maria Stern, Österreich u. einer Niederlage gegen Katie Patrol, Kanada |
| 2009 | 2.    | Austrian-Lady-Open in Götzis              | bis 59 kg   | hinter Johanna Mattsson, vor Irina Husjak, Ukraine u. Yurika Ito, Japan |
| 2009 | 2.    | Golden-Grand-Prix in Baku                 | bis 59 kg   | hinter Johanna Mattsson, vor Elvira Mursalowa, Aserbaidschan u. Kei Yamana, Japan |
| 2009 | 3.    | WM in Herning/Dänemark                    | bis 59 kg   | nach Siegen über Anastasia Grigorjewa, Lettland, Olga Kiasowa, Russland u. Aurora Fajendo Prieto, Spanien, einer Niederlage gegen Julia Ratkewitsch, Aserbaidschan u. einem Sieg über Deanna Rix, USA |
| 2010 | 1.    | Klippan-Lady-Open                         | bis 59 kg   | vor Takako Saito, Japan u. Leigh Jaynes, USA |
| 2010 | 3.    | EM in Baku                                | bis 59 kg   | nach Siegen über Sandra Nilsson, Schweden u. Yvonne Englich-Hees, Deutschland, einer Niederlage gegen Taybe Yusein, Bulgarien u. einem Sieg über Natalja Smirnowa, Russland                           |
| 2010 | 5.    | Austrian-Lady-Open in Götzis              | bis 63 kg   | hinter Yvonne Englich-Hees, Stacie Anaka, Kanada, Danielle Lappage, Kanada u. Henna Johansson, Schweden                                                                                               |
| 2010 | 1.    | Golden-Grand-Prix in Baku                 | bis 59 kg   | vor Johanna Mattsson, Anna Wasilenko, Ukraine u. Kai Yamana |
| 2010 | 5.    | WM in Moskau                              | bis 63 kg   | nach Siegen über Agora Papavassileiou, Justine Bouchard, Kanada u. Otschirbatyn Nasanburmaa, Mongolei, einer Niederlage gegen Kaori Icho, Japan u. einem Sieg über Henna Johansson                    |
| 2011 | 3.    | Yasar-Dogu-Memorial in Istanbul           | bis 63 kg   | hinter Henna Johansson u. Olesja Samula |
| 2011 | 3.    | Klippan-Lady-Open                         | bis 63 kg   | hinter Monika Ewa Michalik u. Henna Johansson |
| 2011 | 5.    | EM in Dortmund                            | bis 63 kg   | nach Siegen über Monika Ewa Michalik u. Diana Maria, Italien u. Niederlagen gegen Taybe Yusein u. Irina Traschukowa, Russland                                                                         |
| 2012 | 11.   | OS in London                              | bis 63 kg   | nach einer Niederlage gegen Julija Ostaptschuk, Ukraine |
| 2012 | 7.    | Golden-Grand-Prix in Baku                 | bis 67 kg   | Siegerin: Nadirbek Semenzowa, Aserbaidschan vor Veronica Carlson, USA |
| 2013 | 3.    | Großer Preis von Deutschland in Dormagen  | bis 63 kg   | hinter Elif Jale Yeşilırmak, Türkei und Anastassija Hutschok, Belarus |
| 2013 | 1.    | Großer Preis von Italien in Sassari       | bis 59 kg   | vor Julija Satimbekowa, Kasachstan und Carola Reinero, Italien |
| 2013 | 1.    | „Ion-Corneanu“-Memorial in Targoviste     | bis 63 kg   | vor Taybe Yusein, Bulgarien und Sofia Georgiana, Bulgarien |
| 2013 | 1.    | „Wacław-Ziółkowski“-Memorial in Spała     | bis 59 kg   | vor Tyabe Yusein, Anna Swiridowska, Polen und Julija Ratkewitsch, Aserbaidschan |

## Erläuterungen
- alle Wettbewerbe im freien Stil
- OS = Olympische Spiele, WM= Weltmeisterschaften, EM = Europameisterschaften
- KG = Körpergewicht